# Kamas
Kamas är en stad i Summit County i Utah. Vid 2020 års folkräkning hade Kamas 2 094 invånare.